# Tetiky

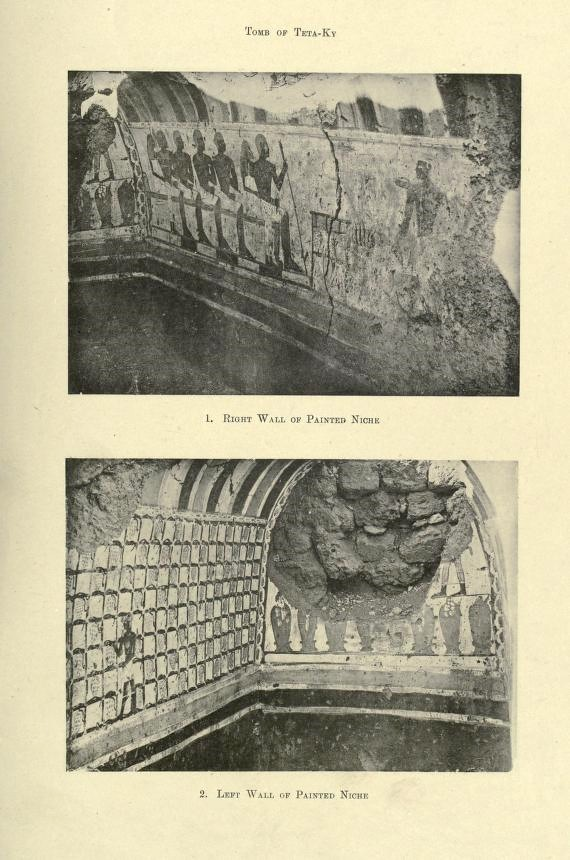
Grab des Tehiky (XVIII. Dynastie). Oben: rechte Wand, unten: linke Wand der bemalten Nischen

Tetiky war ein hoher altägyptischer Beamter am Anfang der 18. Dynastie. Er war Bürgermeister von Theben, aber trug auch den Titel Königssohn.
Tetiky ist vor allem aus seinem thebanischen Grab TT15 bekannt, in dem auch seine umfangreiche Familie dargestellt ist. Demnach war Tetiky der Sohn des Vorstehers der Gärten des Amun, Rahotep. Seine Mutter war eine Frau namens Senseneb. Seine Gemahlin hieß Seneb. In seinem Grab befindet sich eine Darstellung der Königin Ahmose Nefertari. Dies mag andeuten, dass ein Familienmitglied Amme dieser Königin war. Die Darstellung bezeugt aber auch eine enge Verbindung zum Herrscherhaus der frühen 18. Dynastie. Tetiky und seine Brüder Tetinefer und Tetianch trugen ebenfalls den Titel Königssohn. Dieser Titel wurde in der Zweiten Zwischenzeit und im frühen Neuen Reich oftmals von nichtköniglichen Personen getragen, die aber bestimmte königliche Machtbefugnisse hatten. Tetiemre, ein Bruder von Tetiky, mag ihm im Amt als Bürgermeister von Theben gefolgt sein. Tetianch ist von seinem eigenen Grab (MMA 5A P2) bekannt.